# فوناهاشی، تویاما
فوناهاشی، تویاما (به لاتین: Funahashi, Toyama) یک منطقهٔ مسکونی در ژاپن است که در Nakaniikawa District واقع شده‌است. فوناهاشی  ۲٬۸۸۰ نفر جمعیت دارد.